# ابوذر (نام)
ابوذر نام افراد زیر است:
- ابوذر ربیع‌زاده هفشجانی
- ابوذر بوزجانی
- ابوذر ندیمی
- ابوذر ورداسبی
- ابوذر قاضی عسگر